# Capparis kollimalayana
Capparis kollimalayana là một loài thực vật có hoa trong họ Capparaceae. Loài này được M.B.Viswan. mô tả khoa học đầu tiên năm 2000.